# Фольштин
Фольштин (пол. Folsztyn, нім. Follstein) — село в Польщі, у гміні Велень Чарнковсько-Тшцянецького повіту Великопольського воєводства.
Населення — 329 осіб (2011).
У 1975-1998 роках село належало до Пільського воєводства.

## Демографія
Демографічна структура станом на 31 березня 2011 року:
|          | Загалом | Допрацездатний вік | Працездатний вік | Постпрацездатний вік |
| -------- | ------- | ------------------ | ---------------- | -------------------- |
| Чоловіки | 167     | 41                 | 115              | 11                   |
| Жінки    | 162     | 29                 | 91               | 42                   |
| Разом    | 329     | 70                 | 206              | 53                   |